# 潮来行方インターチェンジ
潮来行方インターチェンジ（いたこなめがたインターチェンジ）は、茨城県行方市において事業中の東関東自動車道のインターチェンジである。旧行方郡麻生町の位置にあたる。

## 道路
- E51 東関東自動車道

## 歴史
- 2025年（令和7年）8月6日 : IC名称が「麻生IC（仮称）」から「潮来行方IC」に正式決定[2]。
- 2026年（令和8年）度 : 潮来IC - 鉾田IC間開通に伴い、供用開始予定[3][注釈 1]。

## 接続する道路
- 茨城県道50号水戸神栖線

## 隣
E51 東関東自動車道
(13) 潮来IC - 潮来行方IC（事業中） - 行方PA（事業中） - 行方IC（事業中）